# 太田慶文
太田慶文（1951年11月10日—）是日本的著名畫家及插畫家。北海道羽幌町出身。擅長於利用淡色的水彩來描繪少女和兒童，而且其作品很受歡迎，他的畫集在亞洲多個地區都有發售。他的作品或以畫集發表，或會在各種雜誌，書籍以廣告或其他形式顯現。在1980年代，他的畫作經常都在大中華地區被非法轉載，以書簽，掛畫等形式被販賣；但另一方面，他的畫風亦得到很多人模仿，成就了1990年代的一批類似的插畫家。此外，他的作品所描繪的少女形象，在後來都成為了萌愛好者的審美標準。

## 作品集

### 畫集
- （サンリオ，1983年）
- （1983年）
- （白泉社，1985年）
- （サンリオ，1986年）
- （白泉社，1987年）
- （1988年/1995年）
- （《太田慶文的世界》，サンリオ，1988年）
- （白泉社，1989年）
- （1989年/1994年）
- REFRAIN（1990）
- （白泉社，1991）
- （1991）
- （・扶桑社，1991/1998）
- （白泉社，1992）
- （1992）
- （1993）
- （1995）
- （1995）
- （1998）
- （白泉社，1998）
- （愛育社，2004）

### 插畫
- （白泉社，文・小川範子）
- （徳間書店，文・藤川桂介）
- （偕成社）
- CD（歌・南野陽子）
- CD（歌・益田宏美）

### 廣告等
- 京王廣場酒店 (京王プラザホテル)
- 東京巨蛋
- 三菱電機

## 參看
- 柳瀨嵩
- 小椋佳
- Sanrio
- 白泉社
- MOE

## 外部連結
- 太田慶文個人網頁及網上展覽館
- http://www.tororin.com/db/DATA/v22.html（页面存档备份，存于） - 由西村知美擔任旁述，為他的作品作簡介